# Dogana

Logo internazionale della dogana

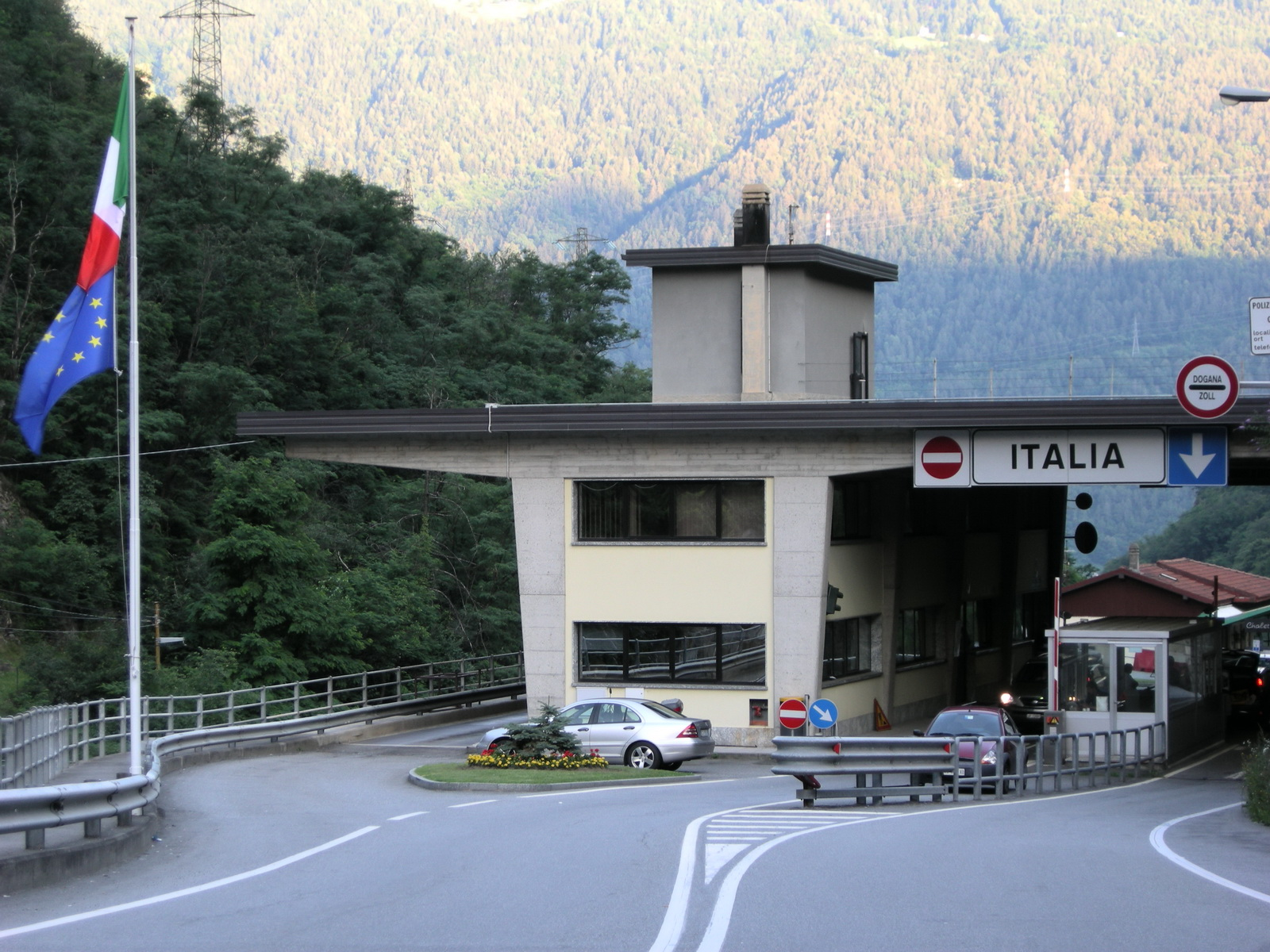
La dogana di Tirano al confine con la Svizzera

La dogana, o ufficio doganale, è un organismo di natura pubblica preposto al controllo dell'entrata e dell'uscita delle merci dal territorio di uno Stato (attraverso il confine di Stato), sia che si tratti di materiali a seguito dei viaggiatori sia di trasporto di merci.

## Storia
Le prime testimonianze di un organo paragonabile alle odierne dogane si ha nell'Antica Grecia, nel V secolo avanti Cristo durante il governo di Pericle, quando all'entrata dell'Antica Atene, nel porto del Pireo, le merci ivi transitanti venivano sottoposte a una tassa (sembra del 2%) denominata pentecosté. Imposizioni simili avvenivano anche ai tempi dell'Antica Roma dove veniva imposta una tassa di transito attraverso i territori occupati e dove nacque il termine datium (il dare) che ancora oggi utilizziamo, il dazio. Nella lingua latina portorium era il dazio d'importazione, mentre con il termine vectigal si indicavano varie tasse doganali.
Una caratteristica di queste imposizioni primitive è comunque che non erano tassazioni protezionistiche, ma di semplici introiti per le casse statali.
Dall'Oriente fu importata la parola dogana, derivata dal termine diwan che indicava sia la parte amministrativa e contabile dello Stato sia il mobile da cui il visir prendeva le sue decisioni e da cui è anche nato il termine divano.
Questi primi esempi sono stati sempre più perfezionati nei secoli successivi; la riscossione di tasse sulle merci in entrata nel proprio territorio è stata applicata sino ai giorni nostri e utilizzata da tutte le ideologie politiche.
Dopo la parentesi storica con l'utilizzo nel Medioevo della tassazione sulle merci in entrata nei vari Regni, Ducati e Principati come semplice imposta da parte dei signori feudali, si possono far risalire, almeno in Italia, i primi utilizzi della dogana moderna alla seconda metà del XVIII secolo; a questo periodo storico si fanno risalire le prime imposizioni daziarie fatte per incentivare e proteggere le nascenti industrie nazionali, specialmente del settore tessile.
Si redasse in quel periodo la prima "Tariffa doganale" che metteva in relazione i dazi con il tipo di merce importata, più alti per quelle merci che si voleva fossero fabbricate all'interno del territorio nazionale. Per evitare troppe ritorsioni e per esigenze di interscambio con gli altri Stati nacquero i primi trattati bilaterali dove venivano pattuite esenzioni o riduzioni dei dazi stessi in cambio di altrettante concessioni (su altre merceologie) dalla parte opposta. All'inizio della prima guerra mondiale l'Italia aveva stretto accordi bilaterali praticamente con tutti gli Stati del Mondo.
Dopo i due conflitti mondiali nasce l'idea di un grande mercato europeo dove una delle principali innovazioni è proprio l'abolizione dei dazi per le merci scambiate all'interno degli Stati che ne facevano parte; da questa idea nasce nel 1951 la CECA (Comunità europea del carbone e dell'acciaio), primo esempio di materiali circolabili tra i sei Stati aderenti (Italia, Francia, Germania, Paesi Bassi, Belgio e Lussemburgo) senza alcuna imposizione di tasse, se non l'IVA nazionale. Naturalmente è questo l'esperimento che prelude alla nascita, pochi anni dopo, della CEE.

## Descrizione

### Le merci in transito
Nel caso di merci transitanti attraverso il territorio dello Stato, arrivate per esempio dall'estero in un porto o aeroporto, e destinate ad altro stato (o anche ad altra dogana interna comunitaria), la dogana si deve accertare che la merce non venga illegalmente posta sul mercato; a tal fine, se la merce non giunge già accompagnata da documento idoneo a garantirne la prosecuzione a destino (ad esempio Carnet ATA), emette una Bolla doganale di Transito; un soggetto del trasporto, normalmente uno spedizioniere, si prende impegno, anche con garanzie economiche, che la merce giungerà alla destinazione dichiarata, pena l'applicazione di sanzioni anche molto elevate.

### L'esportazione nel territorio dello Stato
In caso di uscita delle merci dallo Stato, la dogana ha il compito di controllare che le merci siano di libera esportazione, non soggette pertanto a vincoli specifici o a preventive autorizzazioni da parte di altri organi preposti (vedasi come esempio italiano l'esportazione di opere d'arte soggette a beneplacito da parte della Sovraintendenza alle belle arti o di materiali ad alta tecnologia destinate all'industria bellica controllate a loro volta dal Ministero degli affari esteri). Contemporaneamente, e sovente con la collaborazione dello spedizioniere doganale, rilascia all'Azienda esportatrice la cosiddetta Bolla doganale (anche Bolletta doganale) cioè la conferma della correttezza della spedizione, utilizzabile come giustificazione della mancata applicazione dell'IVA.

### L'importazione nel territorio dello Stato
Nel caso di arrivo del materiale dall'estero, la dogana, oltre che al controllo delle regolarità del traffico è preposta anche all'incasso degli oneri doganali. Previa la catalogazione delle merci in base alla Tariffa doganale è necessario accertare l'Origine della merce. Con questi due dati è possibile innanzitutto controllare se trattasi di libera importazione, importazione contingentata a licenza (ricordiamo il caso dei diversi prodotti tessili soggetti a un massimale dalla Cina o quello del passato in cui erano contingentate le automobili in arrivo dall'Estremo Oriente) o ne sia vietata l'importazione (è il caso di alcuni animali o derivati da animali in via di estinzione e di alcune piante di specie riconosciute come "protette") oppure se si tratta di merce soggetta a strettissime formalità autorizzative (armi, droghe, ecc.).
Materialmente, il pagamento dei dazi doganali relativi alla merce è eseguito solitamente dallo spedizioniere che agisce a proprio nome per conto del suo cliente ovvero l'importatore. Lo spedizioniere consegna, tra i vari documenti, anche la bolla doganale (la prassi è che si invii anticipatamente un avviso di merce sdoganata). La bolla doganale è il documento obbligatorio che accompagna le merci che transitano attraverso le dogane (sia per l'importazione che per l'esportazione). Tramite la bolla doganale si dichiarano le merci: questo consente di pagare poi l'importo per dazi e imposte dovute.
Il secondo passo è quello di calcolare l'eventuale dazio a cui sottoporre la merce; si tratta di una tassa nata in tutti gli stati del mondo per fini protezionistici e fiscali. Attualmente i dazi hanno perso molta parte della loro azione protettiva nei confronti dei prodotti nazionali o comunitari, in quanto le loro aliquote si sono ridotte o addirittura azzerate in seguito ad accordi internazionali preferenziali. I dazi sono applicati sulla base della tariffa doganale (TARIC) e, in ambito comunitario, sono definiti "risorse proprie" dell'UE in quanto, a parte una piccola percentuale spettante allo Stato percettore, finiscono nella casse dell'Unione europea.
L'importo del dazio viene normalmente calcolato sul valore statistico della merce che è definito come il valore della merce nel momento in cui varca il confine di entrata nello stato (o comunità di stati) e comprende, oltre al valore di transazione (fattura) tutte le spese, di ogni tipo, sostenute fino al quel momento sulla merce in questione (dal trasporto, all'assicurazione, alle eventuali spese nello stato di spedizione, ecc.). Quindi, in base ai termini di resa della compravendita concordata con le regole dell'Incoterms, il valore del trasporto può essere aggiunto o parzialmente detratto dall'importo indicato sulla fattura (per es. viene aggiunto se la resa è EXW e viene detratta la parte interna se la resa è CIF).
Il passo successivo è il calcolo dell'IVA dovuta per la cui base di imponibilità si somma al valore di fattura l'importo dei dazi, l'importo del trasporto comunitario (se non già calcolato nell'ammontare della fattura di acquisto) ed eventualmente sull'importo dell'assicurazione, nonché l'importo per l'eventuale bollo. Tutti i suddetti controlli vengono effettuati dalla dogana sulla base della "dichiarazione" presentata dall'importatore; un eventuale accertamento, anche postumo, di maggiori diritti rispetto alla dichiarazione, dà luogo all'applicazione di penalità. In contabilità, la bolletta doganale è registrata come documento di acquisto.

### La temporanea importazione ed esportazione
Capitano sovente i casi in cui delle merci siano trasportate provvisoriamente in uno Stato diverso, per esempio per fiere, esibizioni, eventi sportivi ecc.: si parla allora di operazioni di temporanea importazione o temporanea esportazione. In questo caso il compito della dogana è quello di accertare che le operazioni avvengano nel rispetto delle leggi; nel caso di importazione, per garantirsi da alcune possibili illegalità (come per esempio che merci arrivate temporaneamente vengano immesse sul mercato senza la liquidazione dei diritti doganali e dell'IVA) richiede il deposito di un determinato importo, restituito solamente a conclusione regolare dell'operazione. Il Carnet ATA, che permette di esportare temporaneamente merce fino alla durata massima di un anno, viene spesso utilizzato in questi casi.

### La tariffa doganale
Ogni merce deve per prima cosa essere classificata, cioè abbinata a un numero specifico. Per farlo, internazionalmente si utilizza la Tariffa doganale del Sistema Armonizzato (HS), un prontuario diviso in Sezioni e Capitoli ordinati per tipologia merce. Questo numero è composto da sei cifre. La tariffa HS non può prevedere un numero per ogni oggetto esistente e non può anticipare i numeri di nuovi oggetti che nascono grazie principalmente nei settori dell'elettronica, telecomunicazioni, televisione, eccetera, infatti spesso le voci riguardano una categoria e non un oggetto specifico.
Per esempio, il codice doganale "HS number" 620462 comprende, in tutto il mondo, i pantaloni lunghi, quelli corti, e le salopette di cotone per donna. Poi ogni paese aggiunge delle ulteriori cifre per identificare altre caratteristiche di una certa merce. La Tariffa Doganale europea (TARIC) è estesa a dieci cifre e, relativamente alla voce di cui sopra, troveremo separatamente classificati i tre capi (lunghi, corti e salopette) e anche altre loro caratteristiche (se da lavoro, se sono di velluto, di jeans, se fatti a mano eccetera). Ognuno di questi codici di dieci cifre comincerà con la parte comune "620462** **".

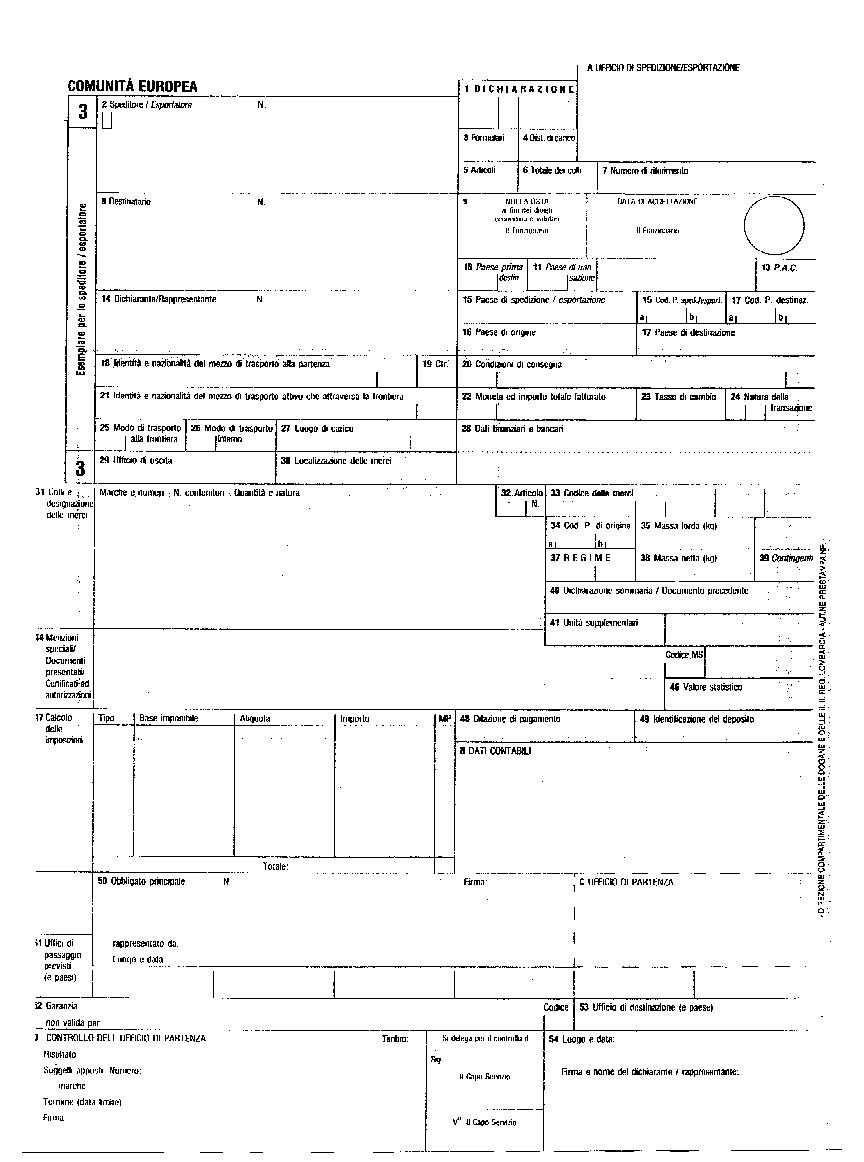
Modulo utilizzato per le Bolle Doganali, prima della completa informatizzazione con l'introduzione del DAU

L'Agenzia delle Dogane italiana cura un sito detto AIDA, Tariffa doganale d'uso Integrata, che fornisce i dati ufficiali, storici, attuali e previsti, per i codici TARIC. Definita l'esatta "voce di tariffa" di una certa merce, il sito fornisce tutti i dati necessari per l'importazione e l'esportazione della stessa. Fra questi si possono citare i dazi, l'Iva e tutti gli altri tributi che gravano sull'importazione delle merci. Sono presenti altresì gli elenchi di tutte le prescrizioni di carattere economico ("divieti"), sanitario, Cites, merci a duplice uso, beni culturali ed altro. Non sono ancora collegate alle voci Taric le restrizioni sulle armi, armamenti, rifiuti, ed altre formalità che ogni importatore/esportatore farà bene ad approfondire sia tramite le dogane, sia con l'aiuto di un esperto professionista del settore (doganalista).
Per evitare di incorrere in sanzioni ogni contribuente può richiedere agli uffici dell'amministrazione di stabilire a quale codice appartenga la merce da importare o esportare. Tale informazione è detta Informazione Tariffaria Vincolante (ITV) e, come appunto si evince dal nome, vincola gli Uffici delle dogane dei paesi membri dell'Unione Europea e il titolare dell'ITV per tre anni. Ci sono vari casi in cui tale informazione vincolante viene a decadere, in merito si rimanda ai Reg. (UE) n. 952/2013, Reg. (UE) 2015/2446 e Reg. (UE) 2015/2447. La presentazione della domanda e la notifica della decisione ITV dal 1º ottobre 2019 avvengono esclusivamente in via telematica attraverso il Trader Portal, una piattaforma digitale gestita dalla Commissione Europea. In Italia l'autorità competente per il rilascio delle ITV è l'Ufficio Tariffa e Classificazione dell'Agenzia delle Dogane e dei Monopoli.

## Nel mondo

### Italia
La dogana italiana effettua anche i controlli sul rispetto delle norme di sicurezza, marchio CE, contraffazione e in generale sul rispetto di tutte le norme relative alle merci importate. Il sistema doganale è gestito dall'Agenzia delle Dogane, un ente pubblico dotato di personalità giuridica che dipende direttamente dal Ministero dell'economia e delle finanze; la disciplina è contenuta nel D.P.R. 23 gennaio 1973, n. 43. Ai fini doganali, il territorio nazionale si intende delimitato da una "linea doganale" che era originariamente costituita dal “lido del mare ed i confini con gli altri Stati” Il lido del mare comprende la zona di riva bagnata dalle acque fino al punto che viene coperto dalle ordinarie mareggiate, estive ed invernali, escluse quelle dei momenti di tempesta. Lo stesso art. 1 del dPR n. 43/1973 precisa, ancora: "lungo il lido del mare, in corrispondenza delle foci dei fiumi e degli sbocchi dei canali, delle lagune e dei bacini interni di ogni specie, la linea doganale segue la linea retta congiungente i punti più foranei di apertura della costa; in corrispondenza dei porti marittimi segue il limite esterno delle opere portuali e le linee rette che congiungono le estremità delle loro aperture, in modo da includere gli specchi d'acqua dei porti medesimi."
il d.lgs 30 luglio 1999, n. 300.specifica le competenze dell'Agenzia delle Dogane e cioè quelle di svolgere i servizi relativi all'amministrazione, alla riscossione e al contenzioso dei diritti doganali e della fiscalità interna negli scambi internazionali, delle accise sulla produzione e sui consumi. Essa ha rilevato le funzioni del Dipartimento delle dogane del Ministero delle finanze incluse quelle esercitate in base ai trattati dell'Unione europea o ad altri atti e convenzioni internazionali. Il decreto 28 dicembre 2000, n. 1390 del Ministro delle finanze ha reso esecutiva dal 1º gennaio 2001 l'Agenzia delle Dogane.
I servizi di polizia doganale in Italia, come anticontrabbando e antidroga, sono svolti dalla Guardia di Finanza.

### Unione Europea
Nell'Unione europea il codice doganale comunitario di cui al Regolamento CEE 2913/92 del 12 ottobre 1992 e alle relative disposizioni di attuazione, nella direzione di rendere più moderne e completamente informatizzate le procedure doganali a livello comunitario. Tra le principali innovazioni, alcune già in vigore, altre presto a regime, si elencano:
- l'esportazione telematica con emissione del DAU (acronimo di documento amministrativo unico)[8];
- l'istituzione dell'operatore economico autorizzato (OEA o AEO)[9];
- il sistema EORI (acronimo di Economic Operator Registration and Identification)[10];
- lo sdoganamento telematico per i regimi all'importazione, in procedura di domiciliazione;
- il sistema informatico per la richiesta e il rilascio delle ITV (EBTI3).

## Riferimenti storici e letterari
- Il poeta Eugenio Montale nella raccolta Le occasioni scrisse la poesia La casa dei doganieri.[11]
- Nel 1834 in Germania fu creata la Zollverein, lega doganale fra stati tedeschi.
- A Venezia sorge la storica Punta della Dogana, mentre in Germania lungo il fiume Reno si trova un isolotto con il noto castello doganale Burg Pfalzgrafenstein.